# Thomas Litz
Thomas Jeffrey Litz (* 14. März 1945 in Allentown, Pennsylvania) ist ein ehemaliger US-amerikanischer Eiskunstläufer, der im Einzellauf startete.
Litz wurde 1963 US-amerikanischer Meister im Eiskunstlauf der Herren. Er musste im selben Jahr jedoch die Weltmeisterschaft aufgrund eines verstauchten Knöchels absagen. Ein Jahr später nahm er an seiner einzigen Weltmeisterschaft und seinen einzigen Olympischen Spielen teil. Beide Turniere beendete er als Sechster. Bei der Weltmeisterschaft zeigte er als erster Eiskunstläufer einen dreifachen Toeloop. 
Litz startete für den Hershey Figure Skating Club, sein Trainer war Felix Kaspar. 
Er arbeitet als Trainer in Lake Placid.

## Ergebnisse
| Wettbewerb / Jahr                | 1963 | 1964 |
| Olympische Winterspiele          |      | 6.   |
| Weltmeisterschaften              |      | 6.   |
| US-amerikanische Meisterschaften | 1.   | 2.   |